# Hübner Mücke
Die Hübner Mücke ist ein in den 1930er Jahren von Hugo Hübner als Eigenbau realisiertes Leichtflugzeug.

## Entwicklung
Brauereibesitzer Hugo Hübner, der schon vor dem Ersten Weltkrieg um 1911/1912 Motorflugzeuge entworfen hatte, war 1929 Gründungsmitglied einer neuentstandenen Mosbacher Fliegergruppe und begann dort wieder mit der Konstruktion von Fluggeräten, anfangs einiger Gleitflugzeuge. Als sein letztes Modell entstand 1935 der Motorsegler Mücke, ein aus einem stoffbespannten Stahlrohrrumpf und stoffbespannten Tragflächen bestehender, einstieliger Doppeldecker. Der Flugzeugführer war in einer offenen Kabine vor dem Tragwerk untergebracht. Als Antrieb verwendete Hübner einen kleinen Zweizylindermotor von Kröber, den er mittig zwischen den Tragflügeln in Druckkonfiguration anordnete. Das Flugzeug konnte zusammengeklappt auf einem Autoanhänger transportiert werden. Im Hinblick auf die im folgenden Jahr in Deutschland stattfindenden XI. Olympischen Spiele erhielt die Mücke am Rumpf die Olympischen Ringe.
Im November 1935 fand auf den Neckarwiesen bei Obrigheim der Erstflug statt, durchgeführt entweder von Hübners Brauereiangestellten, dem Mechanikermeister Hugo Wild, oder seinem damals erst 16-jährigen Sohn Walter. Der bei den Behörden nicht gemeldete Motorsegler wurden dort von ihnen noch mehrmals geflogen und soll gutmütige Flugeigenschaften aufgewiesen haben. 1936 wurde die Mücke in Mannheim einer Kommission der Luftwaffe vorgeflogen, eventuell mit der Motivation, das Fluggerät zuzulassen, um es auf Flugveranstaltungen im Rahmen der Olympischen Spiele vorzuführen, wofür auch die Olympiaringe am Rumpf ein Hinweis sein könnten. Die Kommission verweigerte jedoch die Zulassung und erteilte für die Konstruktion ein Flugverbot. Nach dem Tod von Hugo Hübner im Jahr 1938 wurde die Mücke in einem Gebäude seiner Mosbacher Brauerei eingelagert, wo sie den Zweiten Weltkrieg und die darauffolgenden Jahre ohne größere Beschädigungen überstand. 1983 wurde sie wiederentdeckt und nach einer durchgeführten Restaurierung dem Technik-Museum Sinsheim übergeben, wo sie seit 1984 zu besichtigen ist.

## Technische Daten
| Kenngröße             | Daten                                              |
| --------------------- | -------------------------------------------------- |
| Besatzung             | 1                                                  |
| Spannweite            | 10,04 m                                            |
| Höhe                  | 2,25 m                                             |
| Startmasse            | ca. 250 kg                                         |
| Antrieb               | ein luftgekühlter Zweizylinder-Zweitakt-Boxermotor |
| Typ, Leistung         | Kröber M 4, Startleistung 18 PS (13 kW) bei 2700/m |
| Höchstgeschwindigkeit | 95 km/h                                            |